# Rue de la Procession (Saint-Denis)
Pour les articles homonymes, voir Rue de la Procession.
La rue de la Procession est une voie publique de Saint-Denis.

## Situation et accès
Cette rue forme notamment le point de départ de la rue de la Justice dans les environs de laquelle se trouvait un gibet.

## Origine du nom

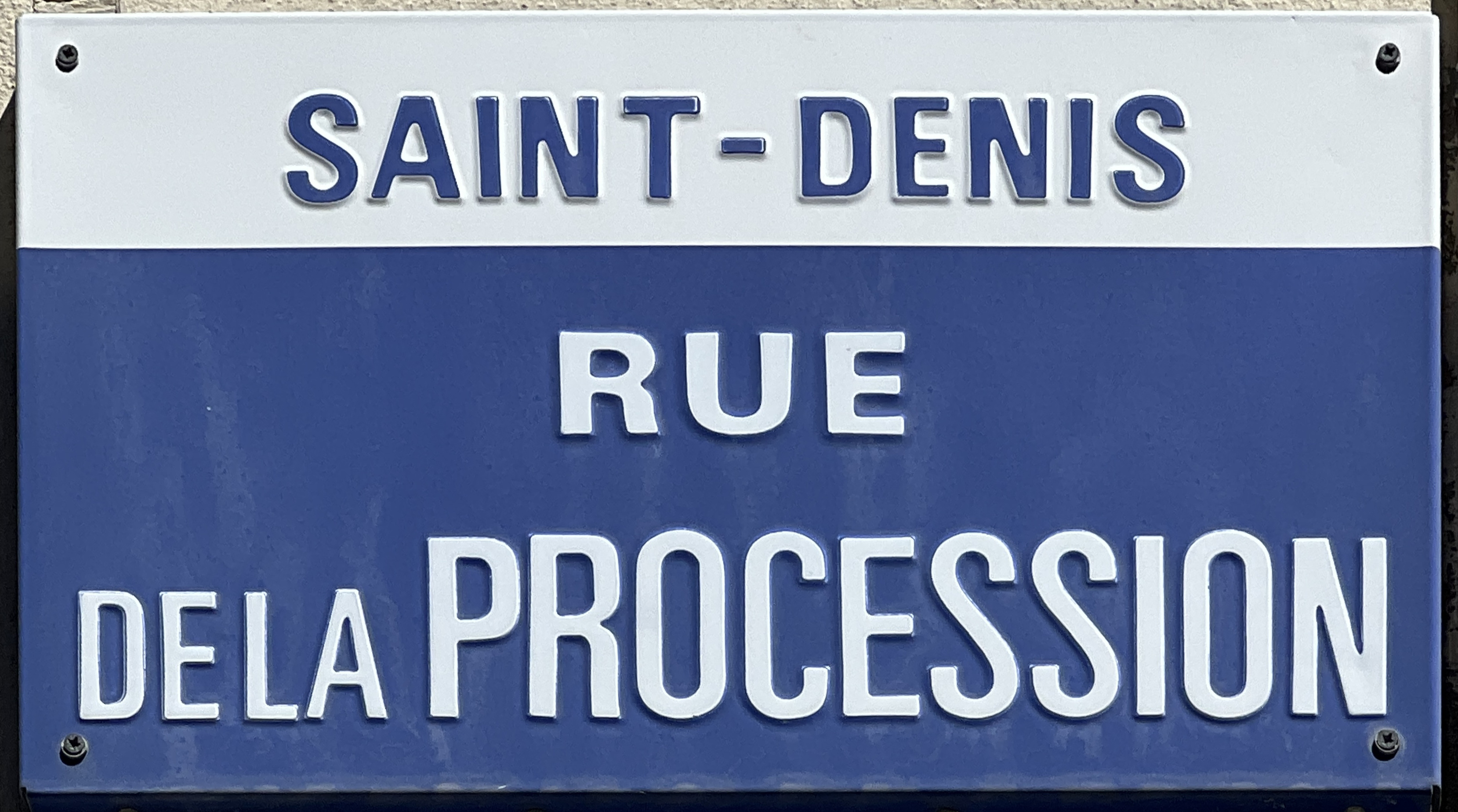
Plaque de la rue.

Son nom, récent, présente la particularité de marquer un retour en grâce des noms anciens puisés dans les vieilles cartes et dans l’histoire des lieux. Cette voie se trouve en effet dans l'axe de la procession septennale qui menait de Montmartre à l'abbaye de Saint-Denis.

## Historique
À cet endroit passait un chemin de fer industriel.
Son nom actuel date de 1991.
En 2020, comme le quartier de la ZAC Montjoie aux alentours, elle subit une profonde rénovation.

## Bâtiments remarquables et lieux de mémoire
- Église Saint-Paul-de-la-Plaine de Saint-Denis[6].
- L’Espace Imaginaire, un projet d’occupation d’une friche dans le secteur Montjoie du quartier de la Plaine[7].
- Ateliers d'art de la Réunion des musées nationaux - Grand Palais.
- Data centers Interxion PAR3 et PAR5[8].